# Ulica Smoleńska w Warszawie

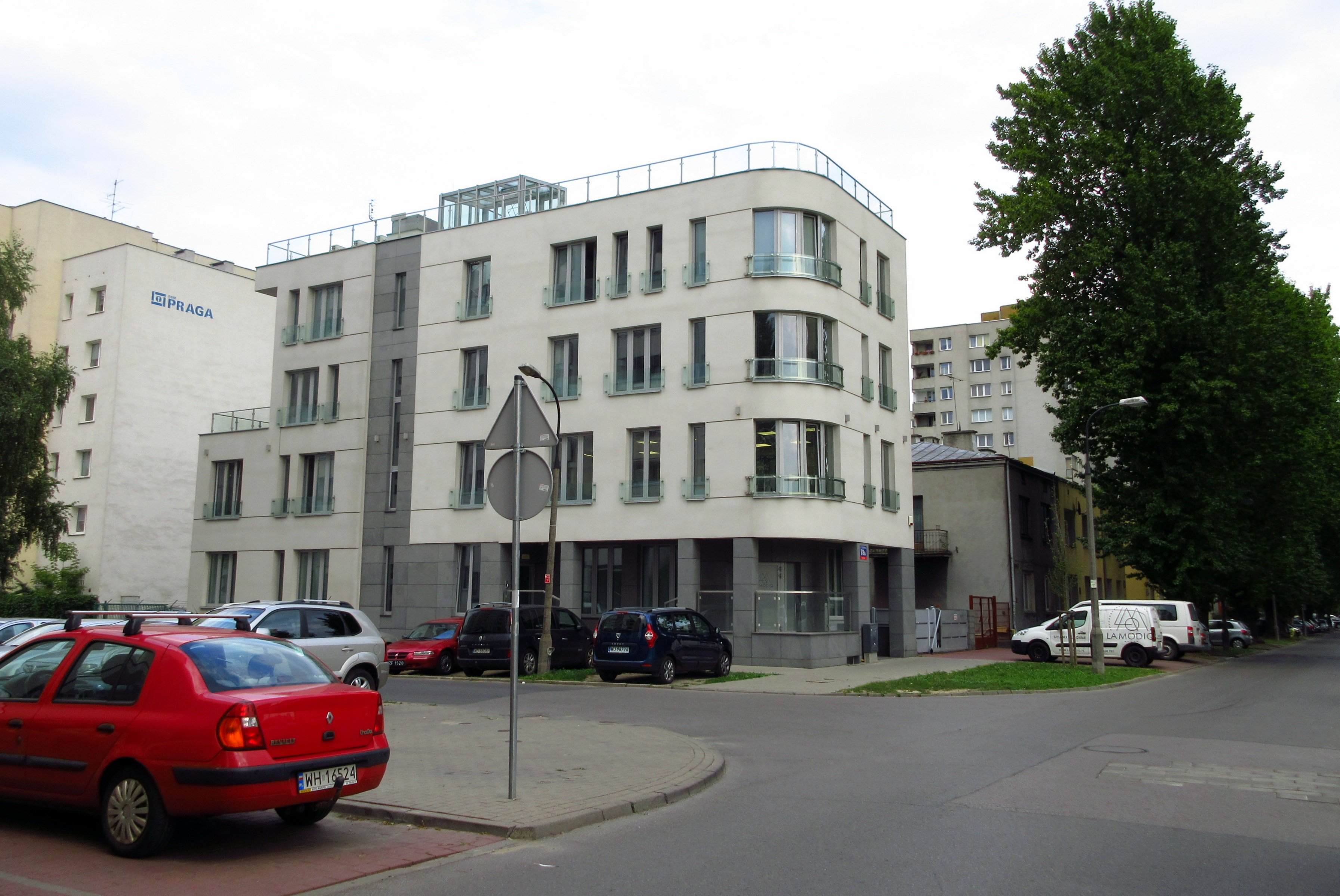
Ulica Smoleńska róg Świdnickiej. Przykład zabudowy ulicznej z kilku epok.

Ulica Smoleńska w Warszawie – jedna z ulic Targówka Mieszkaniowego prowadząca od ulicy Heleny Junkiewicz do ulicy św. Wincentego.

## Historia
Pierwotnie była to jedna z dróg gruntowych na skraju Folwarku Targówek i kolonii Targówek 1b prowadząca od Drogi Lampego do obecnej ulicy św. Wincentego. W pierwszym ćwierćwieczu XX wieku nazwa arterii ulegała zmianom. Przed przyłączeniem Targówka do Warszawy była nazywana Piaskowską tudzież Piaszczystą ponieważ dochodziła do złóż piasku. Po 1916 roku została przemianowana na Warszawską. Obecna nazwa pojawiła się na planie Warszawy w 1920 roku i wywodzi się od miejscowości Smoleńsk w Rosji. Przed 1923 rokiem arteria została przedłużona do Radzymińskiej.
W 1930 roku było przy Smoleńskiej zaledwie 7 posesji, w tym 6 po stronie nieparzystej. Rozwój ulicy nastąpił zwłaszcza po 1933 roku kiedy otwarto linię tramwajową zmierzającą do Cmentarza Bródnowskiego. W 1939 roku było 20 posesji, większość z nich zlokalizowana była na odcinku od Witebskiej do św. Wincentego.
W okresie powojennym, w związku z budową na Targówku nowych osiedli mieszkaniowych, rozbiórce uległa cała nieparzysta strona Smoleńskiej. Po stronie parzystej, w pobliżu ulicy św. Wincentego oraz na odcinku pomiędzy Świdnicką a Witebską, zachowało się kilka przedwojennych kamienic i domów. W 1963 roku jako pierwsza arteria w dzielnicy otrzymała nawierzchnię z asfaltu. U zbiegu ulic św. Wincentego i Smoleńskiej mieściła się pierwsza powojenna przychodnia zdrowia dla mieszkańców Targówka. Około 1978 roku dawny fragment arterii od Witebskiej do Radzymińskiej został zlikwidowany, ulica zyskała natomiast odcinek biegnący łukiem do nowo powstałej ulicy Heleny Junkiewicz. W tym okresie wzniesiono tam pierwsze wielopiętrowe bloki mieszkalne.